# Кипарски јежолики миш
Кипарски јежолики миш или кипарски чекињасти миш (лат. Acomys nesiotes, енгл. Cyprus spiny mouse) је врста глодара из породице мишева (Muridae).

## Распрострањење
Ареал врсте је ограничен на једну државу, Кипар.

## Станиште
Станиште врсте су брдовити предели.

## Угроженост
Подаци о распрострањености ове врсте су недовољни.